# やちぼうず (小惑星)
やちぼうず (8493 Yachibozu) は小惑星帯にある小惑星。北海道の松山正則と渡辺和郎によって発見された。
小惑星名は釧路湿原などに自生しているスゲ属の株が形作るヤチボウズに由来する。2007年9月に釧路市で開催された「宇宙の日」ふれあいフェスティバル2007において、公募された名前候補の中から参加者の子供たちによって選出され、小惑星センターによって正式に承認されて翌年3月21日の小惑星回報で公表された。